# Reba Duets
Reba Duets är det 25:e studioalbumet av Reba McEntire. Det släpptes den 18 september, 2007. Albumet började spelas in 2006 och fortsatte fram till tidigt 2007. 11 låtar har blivit inspelade för albumet. Den första singeln från albumet är "Because of You" tillsammans Kelly Clarkson. 
Skivan planerades att släppas i april men sköts upp till september. Because of You släpptes på radio den 15 maj och nådde andra plats på "Hot Country Songs"-listan och plats 50 på Billboard Hot 100. Veckan efter att albumet släpptes var det veckans mest sålda i USA och gick in på förstaplatsen på både "Top Country Albums" och Billboard 200-listorna. Skivan sålde drygt 300 000 exemplar första veckan och platinacertifierades i oktober 2007. 

## Låtlista
| Nr  | Titel                                   | Featuring         |
| --- | --------------------------------------- | ----------------- |
| 1.  | "When You Love Someone Like That"       | LeAnn Rimes       |
| 2.  | "Does the Wind Still Blow in Oklahoma " | Ronnie Dunn       |
| 3.  | "Because of You"                        | Kelly Clarkson    |
| 4.  | "Faith in Love"                         | Rascal Flatts     |
| 5.  | "She Can't Save Him"                    | Trisha Yearwood   |
| 6.  | "Everyday People"                       | Carole King       |
| 7.  | "Every Other Weekend"                   | Kenny Chesney     |
| 8.  | "These Broken Hearts"                   | Vince Gill        |
| 9.  | "Sleeping with the Telephone"           | Faith Hill        |
| 10. | "The Only Promise That Remains"         | Justin Timberlake |
| 11. | "Break Each Others Hearts Again"        | Don Henley        |